# Ballon d'Or 2002

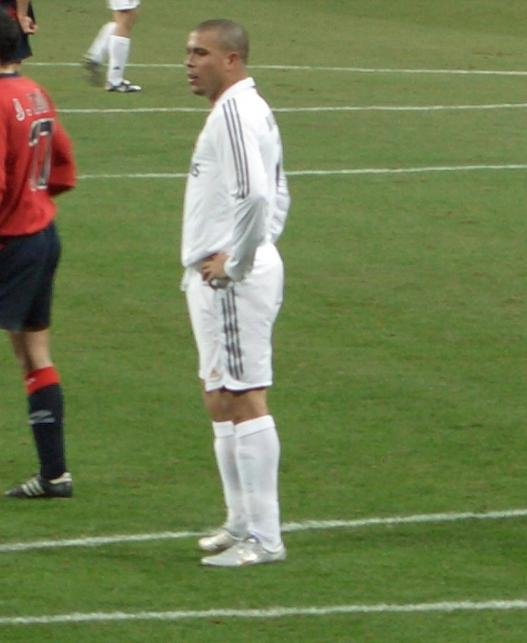
Ronaldo

De Ballon d'Or 2002 was de 47e editie van de voetbalprijs georganiseerd door het Franse tijdschrift France Football. De prijs werd gewonnen door de Braziliaan Ronaldo (Real Madrid).
De jury was samengesteld uit 52 journalisten die aangesloten waren bij de volgende verenigingen van de UEFA: Albanië, Andorra, Armenië, Azerbeidzjan, Duitsland, Oostenrijk, België, Bulgarije, Wit-Rusland, Bosnië en Herzegovina, Cyprus, Kroatië, Kazachstan Slovenië, Slowakije, Estland, Denemarken, Spanje, Finland, Frankrijk, Wales, Georgië, Griekenland, Hongarije, Engeland, Ierland, Noord-Ierland, Faeröer-eilanden, IJsland, Israël, Italië, Letland, Litouwen, Liechtenstein, Luxemburg, Macedonië, Malta, Moldavië, Nederland, Noorwegen, Polen, Portugal, Roemenië, Rusland, San Marino, Schotland, Tsjechië, Zweden, Zwitserland, Oekraïne, Turkije en Joegoslavië.
De resultaten van de stemming werden gepubliceerd in editie 2958 van France Football op 17 december 2002. 

## Stemprocedure
Elk jurylid koos de beste vijf spelers van Europa uit een shortlist van vijftig spelers. De speler op de eerste plaats kreeg vijf punten, de tweede keus vier punten en zo verder. Op die wijze werden 780 punten verdeeld, 260 punten was het maximale aantal punten dat een speler kon behalen (in geval van een 52-koppige jury).

## Uitslag
| Plaats | Speler               | Club                | Stemmen | Stemmen | Stemmen | Stemmen | Stemmen | Stemmen | Punten |
| Plaats | Speler               | Club                | 1º      | 2º      | 3º      | 4º      | 5º      | Totaal  | Punten |
| ------ | -------------------- | ------------------- | ------- | ------- | ------- | ------- | ------- | ------- | ------ |
| 1      | Ronaldo              | Real Madrid         | 16      | 13      | 7       | 7       | 2       | 45      | 169    |
| 2      | Roberto Carlos       | Real Madrid         | 23      | 3       | 4       | 2       | 2       | 34      | 145    |
| 3      | Oliver Kahn          | Bayern München      | 2       | 13      | 9       | 9       | 3       | 36      | 110    |
| 4      | Zinédine Zidane      | Real Madrid         | 2       | 3       | 10      | 8       | 10      | 33      | 78     |
| 5      | Michael Ballack      | Bayern München      | 4       | 6       | 5       | 4       | 4       | 23      | 71     |
| 6      | Thierry Henry        | Arsenal             | 2       | 6       | 2       | 3       | 8       | 21      | 54     |
| 7      | Raúl                 | Real Madrid         | 2       | 2       | 3       | 4       | 3       | 14      | 38     |
| 8      | Rivaldo              | FC Barcelona        | 1       | 2       | 2       | 5       | 2       | 12      | 31     |
| 9      | Yıldıray Baştürk     | Bayer Leverkusen    |         |         | 3       | 1       | 2       | 6       | 13     |
| 10     | Alessandro Del Piero | Juventus            |         | 1       | 1       | 1       | 3       | 6       | 12     |
| 11     | Hasan Şaş            | Galatasaray         |         |         | 1       | 3       | 1       | 5       | 10     |
| 12     | Ronaldinho           | Paris Saint-Germain |         | 1       | 1       |         | 1       | 3       | 8      |
| 13     | Michael Owen         | Liverpool           |         |         | 1       | 1       |         | 2       | 5      |
|        | Ruud van Nistelrooij | Manchester United   |         |         | 1       |         | 2       | 3       | 5      |
| 15     | Bernd Schneider      | Bayer Leverkusen    |         | 1       |         |         |         | 1       | 4      |
|        | Juan Carlos Valerón  | Deportivo La Coruña |         | 1       |         |         |         | 1       | 4      |
|        | Cafú                 | AS Roma             |         |         | 1       |         | 1       | 2       | 4      |
|        | Patrick Vieira       | Arsenal             |         |         |         | 2       |         | 2       | 4      |
| 19     | Lúcio                | Bayer Leverkusen    |         |         | 1       |         |         | 1       | 3      |
|        | Luís Figo            | Real Madrid         |         |         |         | 1       | 1       | 2       | 3      |
| 21     | Papa Bouba Diop      | Racing Lens         |         |         |         | 1       |         | 1       | 2      |
|        | El Hadji Diouf       | Liverpool           |         |         |         |         | 2       | 2       | 2      |
|        | Rio Ferdinand        | Manchester United   |         |         |         |         | 2       | 2       | 2      |
| 24     | Rubén Baraja         | Valencia            |         |         |         |         | 1       | 1       | 1      |
|        | Filippo Inzaghi      | AC Milan            |         |         |         |         | 1       | 1       | 1      |
|        | Roy Makaay           | Deportivo La Coruña |         |         |         |         | 1       | 1       | 1      |

## Referentie
- Eindklassement op RSSSF

France Football:
1956 · 
1957 · 
1958 · 
1959 · 
1960 · 
1961 · 
1962 · 
1963 · 
1964 · 
1965 · 
1966 · 
1967 · 
1968 · 
1969 · 
1970 · 
1971 · 
1972 · 
1973 · 
1974 · 
1975 · 
1976 · 
1977 · 
1978 · 
1979 · 
1980 · 
1981 · 
1982 · 
1983 · 
1984 · 
1985 · 
1986 · 
1987 · 
1988 · 
1989 · 
1990 · 
1991 · 
1992 · 
1993 · 
1994 · 
1995 · 
1996 · 
1997 · 
1998 · 
1999 · 
2000 · 
2001 · 
2002 · 
2003 · 
2004 · 
2005 · 
2006 · 
2007 · 
2008 · 
2009 · 
2016 · 
2017 · 
2018 · 
2019 · 
2021 · 
2022 · 
2023 · 
2024